# 包崇明
包崇明（1965年—），男，蒙古族，通辽人。1986年7月参加工作，1985年7月加入中国共产党，中央党校经济管理专业毕业，大学文化。
曾任鄂托克旗政府副旗长、党委副书记、政法委书记，乌审旗党委书记，鄂尔多斯市政府副市长，中共二连浩特市委副书记、市长等职。2014年4月，任赤峰市委副书记。